# Стація (екологія)
Стація (від лат. statio — «місцеперебування») в екології — певна ділянка простору, яка володіє сукупністю умов (рельєфу, клімату, їжі, притулку тощо), необхідних для існування і проживання на ньому певного виду тварин. Найчастіше вживається стосовно наземних тварин.
Стацією у більш вузькому сенсі прийнято називати ділянку, що використовуються тваринами з певною метою (гніздова, кормова стації тощо), або в певний час дня чи року (денна, нічна, сезонна стації).
Характерні для кожного виду стації розташовуються в межах видового ареалу мозаїчно. У зв'язку з цим ареал виду ніколи не буває заселений повністю. Окремі стації, заселені видом, можуть характеризуватися рядом відмінностей в особливостях рельєфу, рослинності тощо. Тобто вид зазвичай володіє набором стацій, деякі з яких можуть мати різне значення в житті тварин.
В екології важливий принцип зміни стацій: особини одного й того самого виду в різних географічних зонах обирають різні стації (відносно сухі та теплі на півночі й відносно вологі та прохолодні на півдні). Добре простежується на багатьох групах ґрунтових безхребетних. Найбільш чітко сформульований Г. Я. Бей-Бієнко (1930) за дослідженнями акридоідей Західного Сибіру, але ще 1907 року відмічений для рослин Б. О. Келлером та М. О. Дімо.